# Lijst van voetbalinterlands Azerbeidzjan - Hongarije
Deze lijst van voetbalinterlands is een overzicht van alle officiële voetbalwedstrijden tussen de nationale teams van Azerbeidzjan en Hongarije. De landen hebben tot op heden acht keer tegen elkaar gespeeld. De eerste ontmoeting, een kwalificatiewedstrijd voor het Wereldkampioenschap voetbal 1998, werd gespeeld in Bakoe op 10 november 1996. Het laatste duel, een vriendschappelijke wedstrijd, vond plaats op 10 juni 2025 in de Azerbeidzjaanse hoofdstad.

## Wedstrijden
| № | Plaats    | Datum             | Competitie           | Wedstrijd                | Uitslag |
| - | --------- | ----------------- | -------------------- | ------------------------ | ------- |
| 1 | Bakoe     | 10 november 1996  | WK 1998 kwalificatie | Azerbeidzjan − Hongarije | 0 − 3   |
| 2 | Boedapest | 10 september 1997 | WK 1998 kwalificatie | Hongarije − Azerbeidzjan | 3 − 1   |
| 3 | Bakoe     | 10 oktober 1998   | EK 2000 kwalificatie | Azerbeidzjan − Hongarije | 0 − 4   |
| 4 | Boedapest | 8 september 1999  | EK 2000 kwalificatie | Hongarije − Azerbeidzjan | 3 − 0   |
| 5 | Dubai     | 9 februari 2011   | Vriendschappelijk    | Azerbeidzjan − Hongarije | 0 − 2   |
| 6 | Bakoe     | 8 juni 2019       | EK 2020 kwalificatie | Azerbeidzjan – Hongarije | 1 – 3   |
| 7 | Boedapest | 13 oktober 2019   | EK 2020 kwalificatie | Hongarije − Azerbeidzjan | 1 − 0   |
| 8 | Bakoe     | 10 juni 2025      | Vriendschappelijk    | Azerbeidzjan − Hongarije | 1 − 2   |

## Samenvatting
| Competitie        | Totaal gespeeld | Winst Azerbeidzjan | Gelijk | Winst Hongarije | Doelsaldo Azerbeidzjan – Hongarije |
| ----------------- | --------------- | ------------------ | ------ | --------------- | ---------------------------------- |
| WK-kwalificatie   | 2               | 0                  | 0      | 2               | 1 − 6                              |
| EK-kwalificatie   | 4               | 0                  | 0      | 4               | 1 − 11                             |
| Vriendschappelijk | 2               | 0                  | 0      | 2               | 1 − 4                              |
| Totaal            | 8               | 0                  | 0      | 8               | 3 − 21                             |

Wedstrijden bepaald door strafschoppen worden, in lijn met de FIFA, als een gelijkspel gerekend.